# Lliga Comunista Revolucionària (França)
Lliga Comunista Revolucionària (LCR) (en francès Ligue Communiste Révolutionnaire) fou un partit polític francès d'extrema esquerra, d'inspiració trotskista, fundat el 1974 i adherit al Secretariat Unificat de la IV Internacional. Afirmava tenir 3.100 afiliats. Es va dissoldre el 29 de gener de 2009 per a constituir el Nou Partit Anticapitalista. Els portaveus eren Olivier Besancenot, Alain Krivine i Roseline Vachetta. Ha participat en totes les eleccions des de 1997 i els seus membres participen activament en el moviment obrer i sindical (a CGT, FSU i SUD), de solidaritat (amb els sense papers, Palestina…) i alternatiu (LGBT, feminisme…).

## Història

### Orígens
Té els seus orígens en el Partit Comunista Internacionalista liderat per Pierre Frank i la Joventut Comunista Revolucionària (JCR), grups trotskistes que el maig de 1968 destacaren per l'activisme contra la guerra de Vietnam i la participació en la revolta, però que foren dissolts el 12 de juny de 1968 per ordre governamental.
Ambdós, però, decidiren fusionar-se l'abril de 1969 per a crear la Lliga Comunista, secció francesa de la IV Internacional. Consideraven el maig francès com una repetició de la revolució russa de 1905-1917, i decidiren intervenir en tots els sectors de lluita per a enfrontar-se a l'extrema dreta i preparar una nova situació políticament favorable a la revolta. El Ministre de l'Interior francès Raymond Marcellin decidí dissoldre la LC el 23 de juny de 1973 i passaren a la clandestinitat dos mesos com a Front Comunista Revolucionari. El 1974 adoptarà definitivament el nom de LCR.
Establí un programa radical anticapitalista. Anima a votar a l'esquerra a totes les eleccions, malgrat el seu criticisme. Els dirigents d'aleshores foren Daniel Bensaïd, Pierre Rousset, Pierre de Verbizier la Terilla (Vergeat) i Yves Salesse, que donaren suport a grups guerrillers com el FPAP-CG palestí, el PRT argentí i ETA al País Basc. Però aviat lideraren el grup personatges més lligats als moviments socials com Charles Michaloux, Jeanette Habel o François Sabado.
El 1975 un sector de tendència leninista abandonà LCR i constituí Union Ouvrière, contrari a la seva política electoral. De 1975 a 1978 el sector majoritari perdé el control sobre el sector estudiantil, dirigit per Dominique Losay i François Cortes, qui imposaran l'inici d'un gir cap al sindicalisme, cosa que provocaria algunes escissions. El 1979 defensaren en solitari la intervenció soviètica a l'Afganistan i es produïren noves escissions que crearen l'octubre de 1980 la Lliga Comunista Internacionalista, fusionada amb la lambertista ’Organització Comunista Internacionalista (Daniel Gluckstein i Dominique Losay).

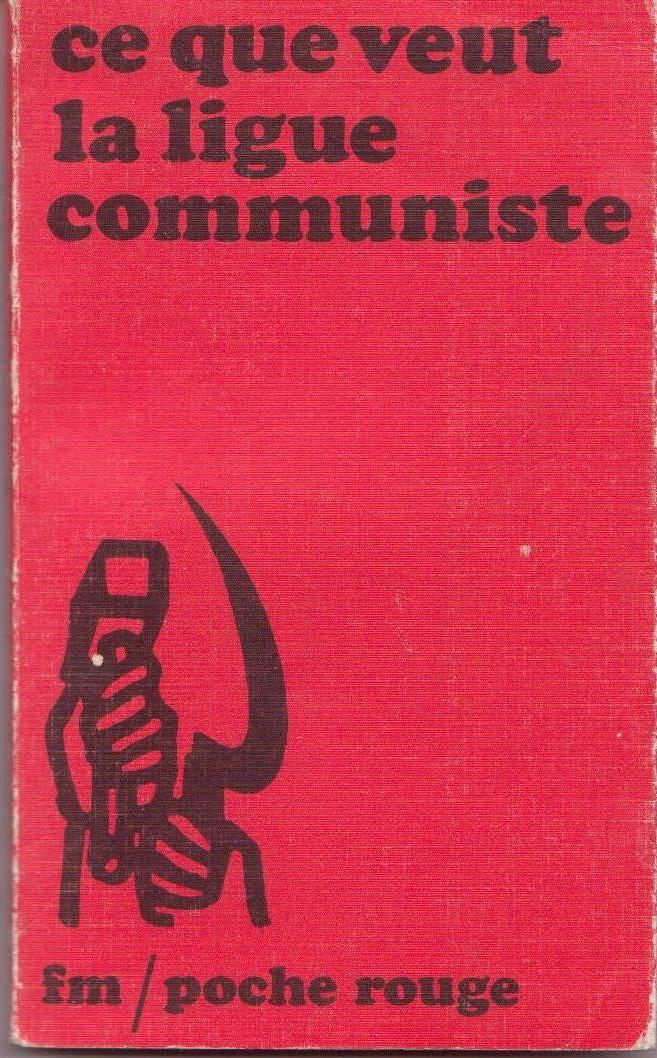
Llibre sobre la LCR publicat el 1972 per Edicions Maspero

### Els anys 80
De 1977 a 1981 denuncià la ‘’política de divisió’’ del PCF i defensa el manteniment de la unitat de les organitzacions obreres. A les eleccions presidencials franceses de 1981 no assolí el nombre de signatures necessàries per a votar el seu propi canditat i recomanà votar a la primera volta a Arlette Laguiller o Georges Marchais i en segona a François Mittérrand.

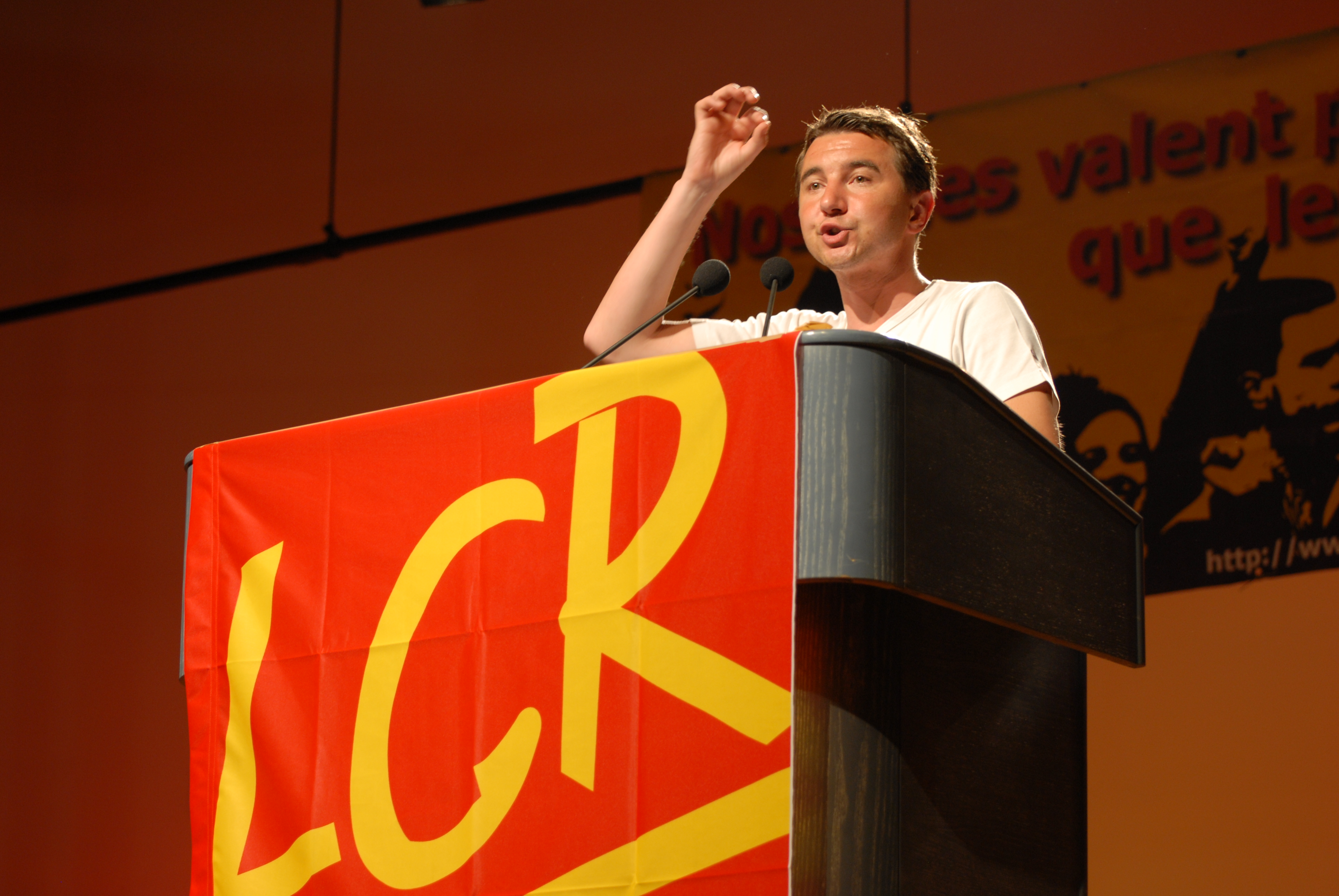
Olivier Besancenot el 2007

La victòria de Mittérrand el 1981 fou considerada per la LCR com un efecte retardat del maig de 1968, la compara amb les eleccions del Front Popular de 1936 i considera que la dinàmica de la situació pot desenbocar en un nou juny de 1936 (vaga general). En conseqüència es preparen per al que anomena com el ‘’gir obrer’’, però la feble implantació en les concentracions obreres ho impedeix.
El maig 1982 se li escindeix el Moviment d'Acció Sindical (MAS) que funda Questions Socialistes i s'uneix al PS. La seva sobreestimació de les possibilitats revolucionàries de 1981 li va fer perdre molts militants en sectors obrers i estudiantils, en un moment de decreixement de tota l'extrema esquerra i d'ascens del Front Nacional. S'implica, però, als moviments socials del moment: lluites obreres del sector de l'automòbil, la siderurgia o els ferrocarrils; vagues estudiantils de 1986; creació de SOS Racisme; dona suport al sandinisme i al FLNKS de Nova Caledònia (colònia francesa). A les eleccions presidencials franceses de 1988 dona suport a Pierre Juquin, dissident del PCF, que només obté el 2,08% dels vots.

### Els anys 90 i 2000: cap al Nou Partit Anticapitalista
La caiguda del Mur de Berlín el 1989 i la de l'URSS el 1991 representen un canvi de situació que afecta a tota l'esquerra, comunista o socialista; a més, no ratificaran les perspectives pronosticades per Trotsky mig segle abans, de revolució antiburocràtica orientada, però, cap al socialisme. El capitalisme, contràriament, es veu reforçat a tots els nivells durant els anys 90 i es crea un Nou Ordre Internacional.
Aleshores, en el que considera una nova època de la lluita de classes i a partir d'un nou programa, la LCR es proposa crear un nou partit anticapitalista ampli, que vagi més enllà dels "marxistes revolucionaris".
El 1994 pateix una nova escissió, Democràcia i Revolució, de Gérard Filoche, que s'uneix al PS. A les presidencials de 1995 no presentà candidat i recomana el vot per Robert Hue, Arlette Laguiller o Dominique Voynet. Es revigoritza participant en les mobilitzacions contra les mesures econòmiques d'Alain Juppé, en moviments com Agir ensemble contra le chômage ("Actuem junts contra l'atur") o les Marxes europees contra l'atur, la precarietat i l'exclussió social. Decideix no formar part del projecte d'Esquerra Plural del PS i a les eleccions europees de 1999 es presenta amb Lutte Ouvrière: per primer cop, obtenen 5 eurodiputats, 2 de la LCR (Alain Krivine i Roseline Vachetta). Comencen, a més, a implicar-se en el moviment antiglobalització iniciat a Seattle el 1999.
A les presidencials de 2002 presenta com a nou candidat Olivier Besancenot, que assoleix el 4,25% dels vots, avançant-se al PCF (3,37%). En la segona volta d'aquestes eleccions i davant la possibilitat que l'ultradretà Le Pen les guanyi davant Chirac, crida a "batre a Le Pen als carrers i a les urnes". Després d'aquestes eleccions registrará un creixement de la seva militància (uns 3.000 membres). A les eleccions regionals i europees de 2004 es presenta novament amb Lutte Ouvrière i, tot i l'augment de vots respecte a 1998, pateix el vot útil vers el Partit Socialista. El 2005 fa campanya pel "No" a la Constitució europea i popularitza com a portaveu Olivier Besancenot.
A les presidencials de 2007 proposa una candidatura comuna unitària antiliberal, però el PCF rebutja formar-ne part. Besancenot obté 1.498.581 vots i el 4,08% i a les legislatives obté 529.000 vots. Amb aquests resultats encoratjadors, anuncia la seva dissolució el gener de 2009 per a constituir un nou Partit Anticapitalista.

### Eleccions presidencials
- 1969: candidatura d'Alain Krivine 1,05% (239.106 vots)
- 1974: candidatura d'Alain Krivine 0,37% (93.990 vots)
- 1981: criden a votar Arlette Laguiller (LO) o Georges Marchais (PCF) a la primera volta
- 1988: implicació en la campanya de Pierre Juquin (dissident d'esquerra del PCF) 2,09% (639.133 vots)
- 1995: crida a votar per Dominique Voynet (Les Verts), Robert Hue (PCF) o Arlette Laguiller (LO)
- 2002: candidatura d'Olivier Besancenot 4,24% (1.210.505 vots)
- 2007: candidatura d'Olivier Besancenot 4,08% (1.498.835 vots)